# Judy Tegart
Judy Tegart Dalton (Melbourne, 12 de dezembro de 1937) é uma ex-tenista profissional australiana.

## Grand Slam finais

### Simples: 1 final (0 títulos, 1 vice)
| Posição | Ano  | Campeonato | Piso  | Oponente         | Placar   |
| Vice    | 1968 | Wimbledon  | Grama | Billie Jean King | 7–9, 5–7 |

### Duplas: 11 finais (8 títulos, 3 vices)
| Posição | Ano  | Campeonato              | Parceira       | Oponentes                        | Placar        |
| Campeã  | 1964 | Aberto da Austrália     | Lesley Turner  | Robyn Ebbern Margaret Smith      | 6–4, 6–4      |
| Campeã  | 1966 | Roland Garros           | Margaret Smith | Jill Blackman Fay Toyne          | 4–6, 6–1, 6–1 |
| Vice    | 1966 | Wimbledon               | Margaret Smith | Maria Bueno Nancy Richey         | 6–4, 3–6, 3–6 |
| Campeã  | 1967 | Aberto da Austrália (2) | Lesley Turner  | Lorraine Robinson Évelyne Terras | 6–0, 6–2      |
| Vice    | 1968 | Aberto da Austrália     | Lesley Turner  | Karen Krantzcke Kerry Melville   | 4–6, 6–3, 2–6 |
| Campeã  | 1969 | Aberto da Austrália (3) | Margaret Court | Rosie Casals Billie Jean King    | 6–4, 6–4      |
| Campeã  | 1969 | Wimbledon               | Margaret Smith | Patti Hogan Peggy Michel         | 9–7, 6–2      |
| Campeã  | 1970 | Aberto da Austrália (4) | Margaret Court | Karen Krantzcke Kerry Melville   | 6–1, 6–3      |
| Campeã  | 1970 | US Open                 | Margaret Court | Rosie Casals Virginia Wade       | 6–3, 6–4      |
| Campeã  | 1971 | US Open (2)             | Rosie Casals   | Gail Chanfreau Françoise Dürr    | 6–3, 6–3      |
| Vice    | 1972 | Wimbledon               | Françoise Dürr | Billie Jean King Betty Stöve     | 2–6, 6–4, 3–6 |